# Крефт, Жаклин
Жаклин Крефт (англ. Jacqueline Creft; 1946, Гренада — 1983, Гренада, Форт-Руперт) — гренадская политическая деятельница, один из лидеров Нового движения ДЖУЭЛ, министр образования в Народно-революционном правительстве. Внебрачная супруга Мориса Бишопа. Играла видную роль в идеологическом аппарате. Убита вместе с Бишопом и его сторонниками в ходе государственного переворота 19 октября 1983 года.

## В партии
Родилась в семье африканского происхождения, принадлежавшей к гренадскому среднему классу. Работала школьной учительницей. Получила степень бакалавра политологии в канадском Карлтонском университете.
Жаклин Крефт была активным противником авторитарного режима Эрика Гейри. Участвовала в акциях протеста под руководством Мориса Бишопа, состояла в Новом движении ДЖУЭЛ. Была известна в партии под именем-прозвищем Жекки.
В 1976—1977 Крефт перебралась в Тринидад и Тобаго, где стала региональным координатором оппозиционного молодёжного христианского движения. После возвращения на Гренаду была лишена права преподавательской работы. Вынуждена была перебраться на Барбадос.
С середины 1970-х Жаклин Крефт состояла во внебрачной связи с Морисом Бишопом (к тому времени Бишоп был женат и имел двоих детей). В 1977 году у Бишопа и Крефт родился сын Владимир Ленин Морис.

## В правительстве
После переворота 13 марта 1979 и прихода к власти Нового движения ДЖУЭЛ, Жаклин Крефт вернулась на Гренаду. Курировала в партии политику в отношении женщин и молодёжи. В январе 1980 премьер-министр Бишоп назначил Крефт министром образования в Народно-революционном правительстве.
На министерском посту Жаклин Крефт активно развивала сеть образовательных учреждений. Она организовала кампанию строительства и ремонта школ. Курировала распределение кубинских стипендий для молодых гренадцев.
При этом Крефт вносила в образовательные программы выраженный идеологический мотив. Она считала избыточным объём изучения на Гренаде британской истории и английской литературы, не соглашалась с понятием «открытие Америки».

С самого начала нашей борьбы мы призвали создать не только систему образования, открытую для всех, но и учебный план, который позволит сосредоточить умы наших детей на их собственном острове, их собственном богатстве, почве и культуре, на решении их собственных проблем. Слишком долго нам промывали мозги, чтобы мы думали только по-европейски и по-американски.

Жаклин Крефт

В июне 1982 Жаклин Крефт возглавила министерство по делам женщин. Однако в ноябре того же года прекратила активную деятельность в партии. В марте 1983 она была понижена в правительственном статусе. Причины этого считаются неясными, но, возможно, были связаны с конкуренцией между Жаклин Крефт и её заместительницей Филлис Корд — лидером женской партийной организации, впоследствии министром по делам молодёжи, женой влиятельного заместителя премьер-министра Бернарда Корда.

## Гибель
12 октября 1983 радикально-коммунистическая группа Бернарда Корда—Хадсона Остина сместила Мориса Бишопа со всех постов. Он был взят под домашний арест. Жаклин Крефт поддержала Бишопа и 13 октября посетила его. После этого Крефт также была арестована. Она дала согласие на арест, дабы оставаться вместе с Бишопом.
19 октября 1983 сторонники Бишопа освободили его и Крефт. Бишоп собирался отправить Жекки в безопасное место, но она отказалась и приняла участие в захвате армейской штаб-квартиры Форт-Руперт.
Новые власти применили силу. Армейское подразделение под командованием лейтенанта Каллистуса Бернарда штурмом взяло Форт-Руперт. Морис Бишоп, Жаклин Крефт и шесть их ближайших сподвижников были убиты на месте. О смерти Жаклин Крефт до сих пор существуют разные отзывы: по одним данным, её расстреляли, по другим забили насмерть. Просьба пощадить в связи с беременностью не возымела действия. Выступая по радио, генерал Остин упомянул имя Крефт в перечне убитых.
Кровопролитие создало повод для вторжения США на Гренаду. Революционный военный совет под председательством Хастина Остина был свергнут; Бернард Корд, Хадсон Остин, Каллистус Бернард, Филис Корд и другие организаторы переворота арестованы и переданы в руки новых властей Гренады.
На процессе «Гренада 17» они были приговорены к смертной казни с заменой на длительные сроки заключения. Убийство Жаклин Крефт — женщины, по некоторым, официально не подтверждённым, но распространённым данным, находившейся в состоянии беременности — рассматривалось как особо тяжкое обвинение.

## Судьба сына
16-летний Морис Бишоп, сын Мориса Бишопа и Жаклин Крефт, был убит в поножовщине в монреальском Карибском ночном клубе.